# Buñol
Buñol település Spanyolországban, Valencia tartományban. Lakosainak száma 9765 fő (2024).
A városhoz köthető a Tomatina nevű hagyomány: minden év augusztus utolsó szerdáján a résztvevők paradicsommal dobálják egymást.

## Fekvése
Buñol Chiva, Godelleta, Yátova, Siete Aguas, Alborache és Requena községekkel határos.

## Népesség
A település népessége az utóbbi években az alábbiak szerint változott:
| Lakosok száma | 9180 | 9273 | 9720 | 10 062 | 9927 | 9835 | 9596 | 9408 | 9503 | 9765 |
|               | 2001 | 2004 | 2007 | 2009   | 2012 | 2014 | 2017 | 2019 | 2022 | 2024 |